# Ставниця
Ста́вниця — село в Україні, у Меджибізькій селищній територіальній громаді Хмельницького району Хмельницької області. Розташоване на лівому березі річки Бужок, при впадінні її в річку Південний Буг. Населення становить 1121 особа.

## Населення

### Мова
Розподіл населення за рідною мовою за даними перепису 2001 року:
| Мова       | Відсоток |
| ---------- | -------- |
| українська | 97,24%   |
| російська  | 2,76%    |

## Пам'ятки
- Біля села розташований гідрологічний заказник «Башта».
- Між селами Ставниця та Головчинці знаходяться руїни замку Ракочі. Замок був добре укріплений, квадратної форми мурами, з баштами на кутах і цікавий він тим, що то була митниця. Будували його скоріш за все Синявські, бо там знайшли оригінальну печатку Рафаїла Синявського. Татари в 1566 році захопили та знищили замок.[2]

## Персоналії
- Пастухов Олександр Миколайович (1975—2015) — старший солдат Збройних сил України, учасник російсько-української війни 2014—2017.
- Кашпіровський Анатолій Михайлович (1939) — психотерапевт, який став відомим завдяки так званим телесеансам психотерапії. Здобув популярність у галузі альтернативної медицини.

## Галерея

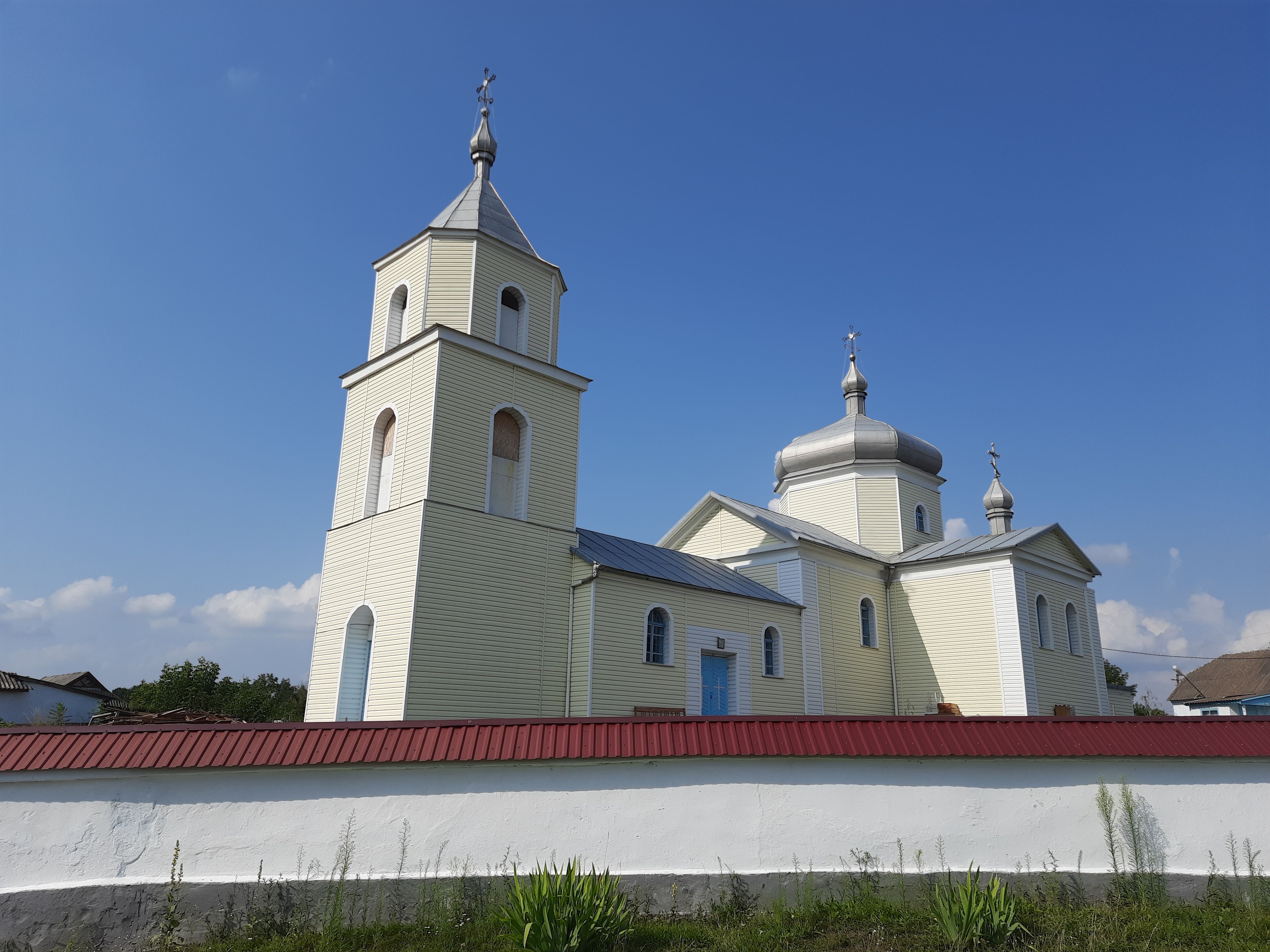
Церква Святого Дмитра 1833р.
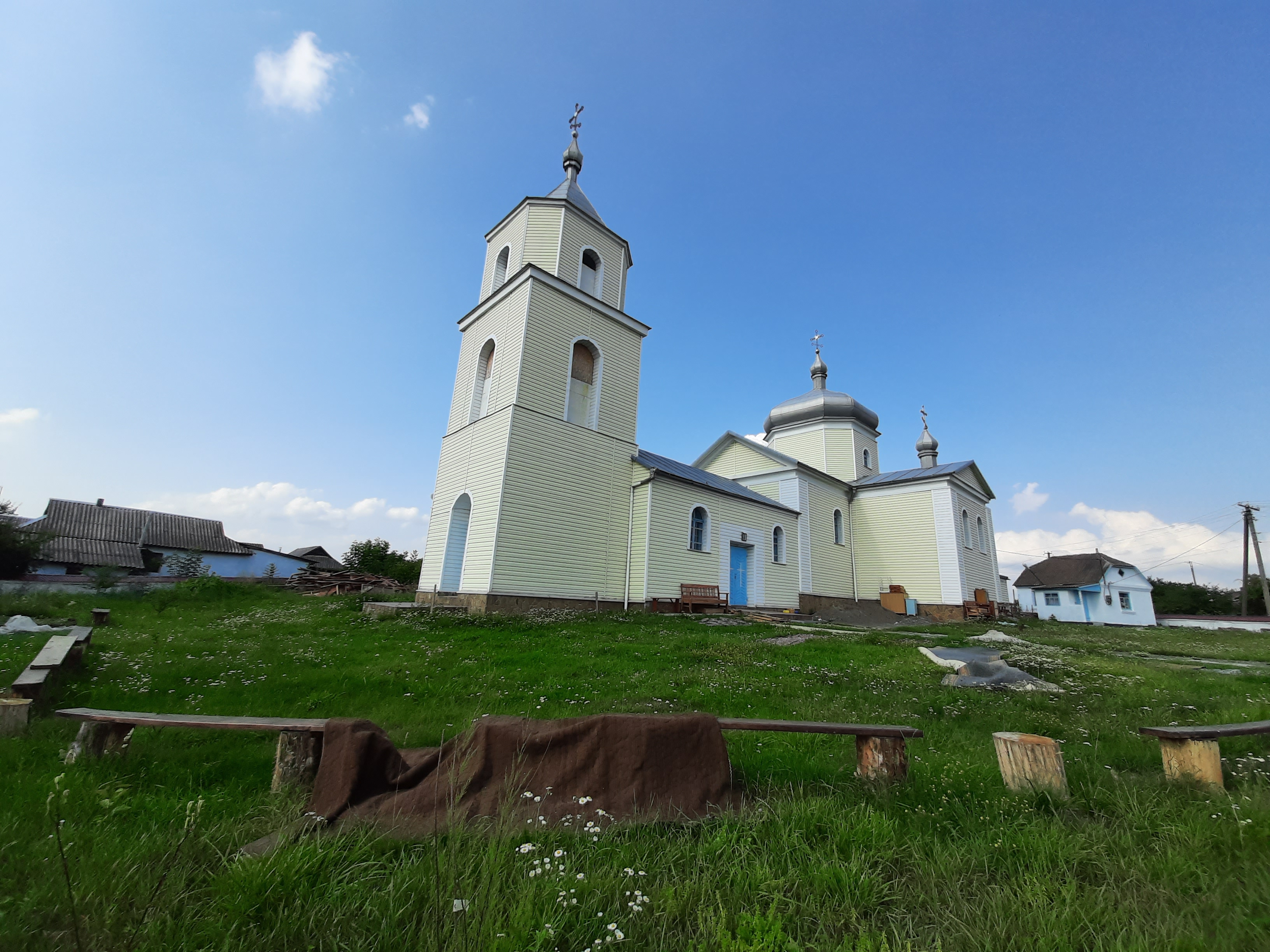
Димитрівська церква
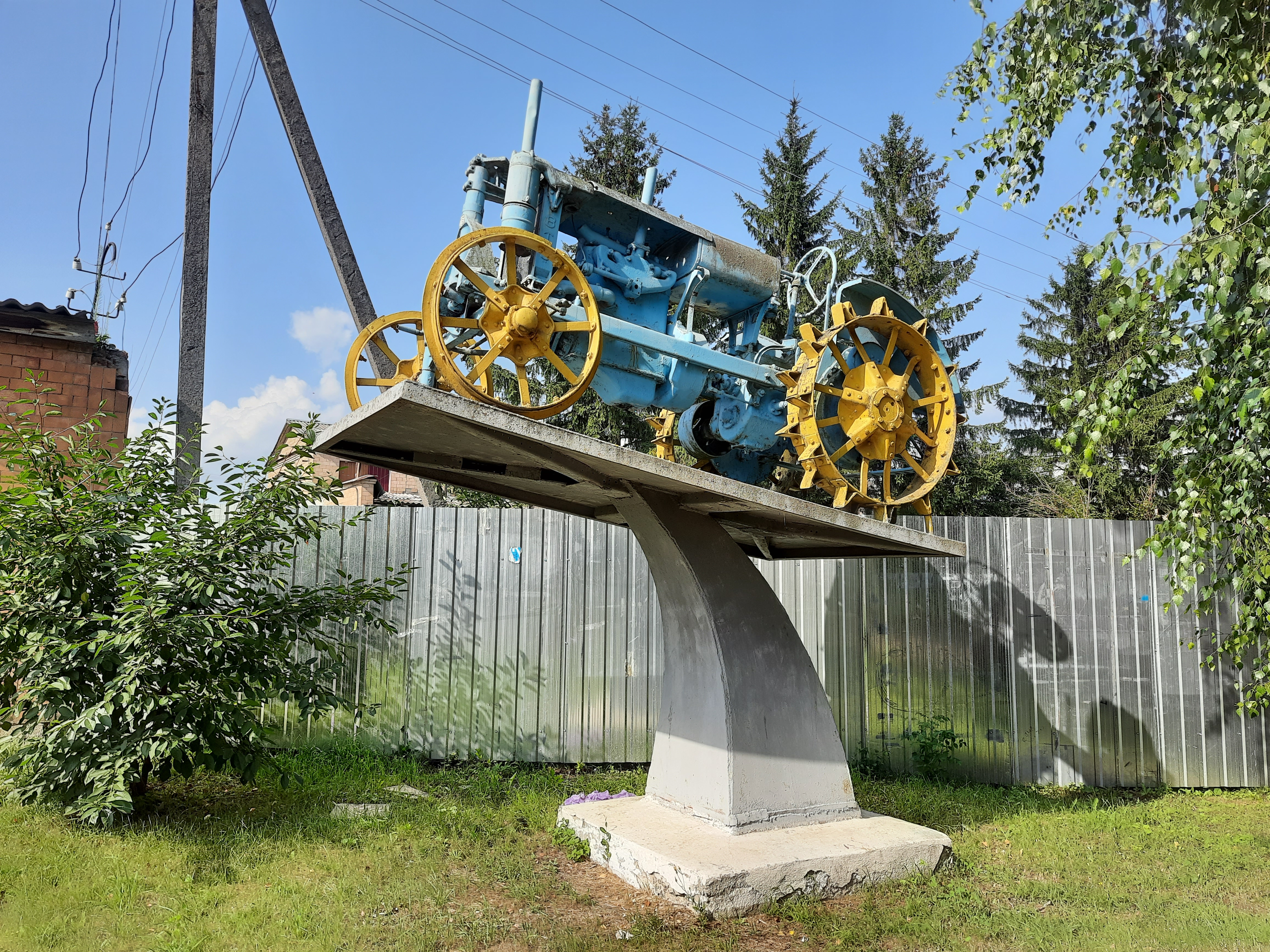
Пам'ятник трудової діяльності
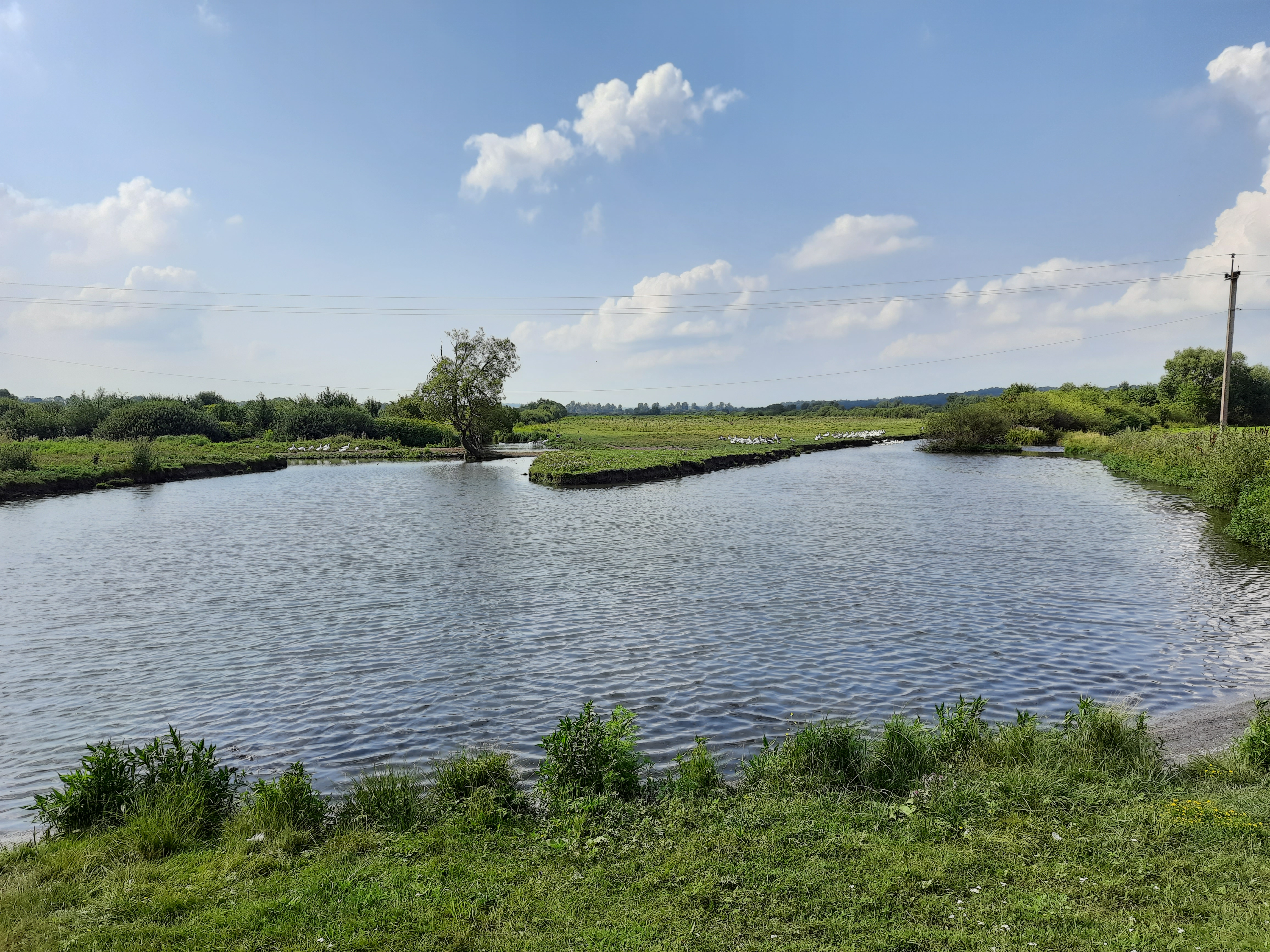
Краєвид біля села
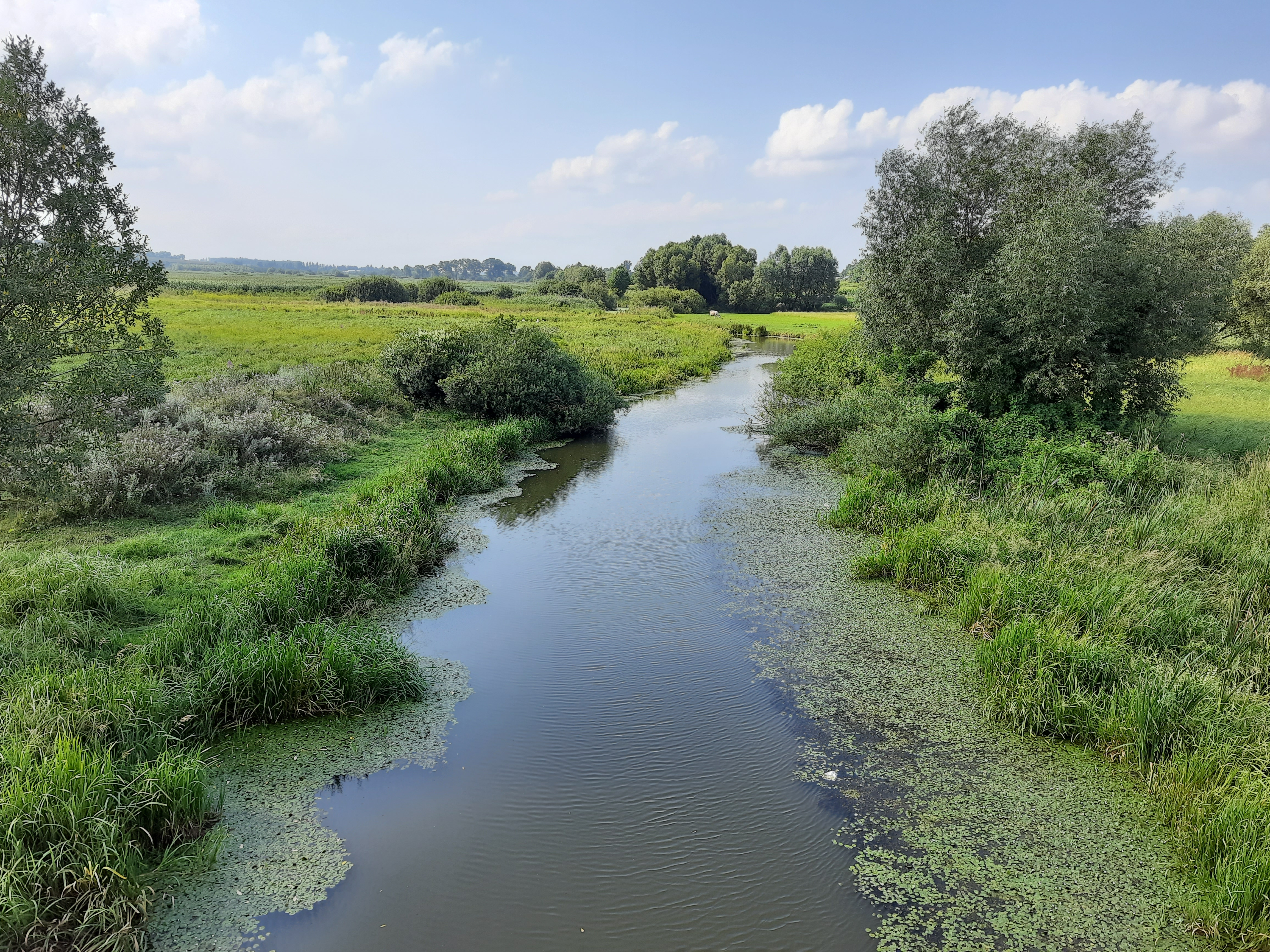
Річка Бужок біля села